# Cornelis van Altenburg
Cornelis van Altenburg (* 24. Juli 1871 in Dordrecht; † 2. August 1953 ebenda) war ein niederländischer Sportschütze.

## Karriere
Van Altenburg nahm 1908 erstmals an Olympischen Spielen teil. In London partizipierte er am Mannschaftswettbewerb im Freien Gewehr Dreistellungskampf und erreichte mit der niederländischen Mannschaft den siebten Rang. Zwölf Jahre später folgte seine Teilnahme an den Spielen in Antwerpen. Hier erlangte er den zehnten Platz im Mannschaftswettbewerb 50 m Freie Pistole – auch am Einzelwettkampf 50 m Freie Pistole nahm er teil.